# Blaženko Lacković
Blaženko Lacković (Novi Marof, 25 de dezembro de 1980) é um handebolista profissional croata, campeão olímpico.